# قانون ازدواج هندوها، ۱۹۵۵
قانون ازدواج هندوها، ۱۹۵۵ (انگلیسی: Hindu Marriage Act, 1955) یک قانون مجلس هند است که در سال ۱۹۵۵ تصویب شد. سه قانون مهم دیگر نیز در این زمان به عنوان بخشی از قوانین هندو تصویب شد: قانون جانشینی هندوها (۱۹۵۶)، قانون اقلیت هندو و قیمومیت (۱۹۵۶)، قانون فرزندخواندگی و نگهداری هندو (۱۹۵۶) بودند. در این قانون ازدواج هندویی را که همسرش هنوز زنده بود ممنوع می‌کرد؛ بنابراین تعدد زوجات در هند در سال ۱۹۵۶ غیرقانونی شد، به‌طور یکسان برای همه شهروندان آن به جز مسلمانان، که مجاز به داشتن چهار همسر و برای هندوها در گوا و در امتداد سواحل غربی، جایی که دو همسری قانونی است، اجرا می‌شد.

## هدف
هدف اصلی این قانون اصلاح و تدوین قانون مربوط به ازدواج در میان هندوها و دیگران بود. این قانون علاوه بر اصلاح و تدوین قانون ساستریک، شامل جدایی و طلاق نیز می‌شود که در قانون ساستریک نیز وجود دارد. این مصوبه یکنواختی قانون را برای تمام بخش‌های هندو به ارمغان آورد. در هند قوانین مدنی خاص مذهبی وجود دارد که به‌طور جداگانه بر پیروان برخی ادیان دیگر حاکم است.